# Bloške smuči
Bloške smuči so kot prevozno sredstvo poznali na Bloški planoti in sosednjih Vidovskih  hribih.
Omogočale so gibanje po snegu, prevoz tovora (vode, drv, suhe robe), na posebnih pogrebnih smučeh pa so vozili tudi pokojnika v krsti k pogrebu.
O samoniklem bloškem smučanju kot gibanju na smučeh po visokem snegu je poročal že J.V. Valvasor 1689 leta v Slavi vojvodine Kranjske, zato prebivalci Blok veljajo za najstarejše smučarje na območju srednje Evrope.

## Izdelovanje smuči
Smuči so prebivalci Bloške planote izdelovali sami doma, in sicer so uporabljali brezov, bukov, brestov ali jesenov les. Za krivljenje sprednjih koncev smuči so razvili različne načine: parjenje v  segreti peči, upogibanje v vreli vodi. 
Dolžina smuči je bila okoli 150 centimetrov,širina pa 15 -20 centimetrov, višina krivine pa 10 centimetrov.
Smuči so na čevlja pritrjevali z usnjenimi jermeni.

## Palica
Pri premikanju na smučeh si je smučar pomagal z do dva metra dolgo leseno palico; palica mu je služila kot opora, z njo pa je tudi zaviral in spreminjal smer.

## Muzejski prikaz
Primerke bloških smuči hranijo v Slovenskem etnografskem muzeju v Ljubljani.

## Vir
Enciklopedija Slovenije, Mladinska knjiga, leto 1987. 

## Povezave
- Bloški smučar
- Bloški smučar
- Pošta Slovenije - priložnostna znamka